# 合法化された中絶が犯罪に及ぼす影響
本記事では、合法化された中絶が犯罪に及ぼす影響（ごうほうかされたちゅうぜつがはんざいにおよぼすえいきょう、Effect of legalized abortion on crime）について説明する。これは別名ドナヒュー・レヴィット仮説 (Donohue–Levitt hypothesis）とも呼ばれ、人工妊娠中絶（以下、中絶）を合法化すると最も犯罪を起こしやすい子供の出生数が減ることにより、数十年後に犯罪が減少すると主張する。
1966年のスウェーデンにおける研究でこの論は最初に示唆された。2001年にシカゴ大学のスティーヴン・レヴィットとイェール大学のジョン・ドナヒューは、独自に調査し、初期の研究を引用して、中絶出来ずに生まれた望まれざる子供あるいは両親がサポートできない子供は犯罪者になる可能性が平均より高いと主張した。この考え方は、レヴィットと作家兼ジャーナリストのスティーヴン・ダブナーとの共著で人気を呼んだ2005年刊行の書籍"Freakonomics"（邦題『ヤバい経済学 悪ガキ教授が世の裏側を探検する』）所収「第4章 犯罪者はみんなどこへ消えた？」によって広く知られる所となった。
一方、この論に対して批判的な人々は、ドナヒューとレヴィットの研究方法には欠陥があり、中絶とその後の犯罪率との間に統計的に有意な関係を証明することはできないと主張している。いくつかの批判はドナヒューとレヴィットの研究の前提となる仮定を問題にしている。すなわち1973年の合衆国最高裁判所の訴訟「ロー対ウェイド事件」の判決により、アメリカにおいて人工妊娠中絶に関する多くの制限が撤廃されて以来、中絶率が大幅に増加したというドナヒューとレヴィットの主張に対して、批判者らは国勢調査データを使用して、全体的な中絶率の変化が、ドナヒューとレヴィットによって主張された犯罪の減少を説明することができなくなったと言う。以前は多くの州で、限られた状況下で合法的な中絶が許可されていたのである。一部の批判者らは、ドナヒューとレヴィットによって主張された出生と犯罪との間の相関関係は、薬物使用の減少や人口統計、人口密度の変化、または他の現代の文化的変容など、犯罪率の増減に関係する諸要因を適切に説明していないと述べている。

## 関連文献
- Barro, Robert J. "Does Abortion Lower the Crime Rate?" (Archive). BusinessWeek. September 27, 1999.
- Charles, Kerwin Ko; Stephens, Melvin, Jr. (2002). “Abortion Legalization and Adolescent Substance Abuse”. NBER. doi:10.3386/w9193. "Working paper No. 9193."
- Leigh, Andrew; Wolfers, Justin (2000年). “Abortion and Crime”. AQ: Journal of Contemporary Analysis 72 (4):  p. 28–30
- Mueller, John D. (Spring 2006). “Dismal Science”. Claremont Review of Books. 2021年8月19日閲覧。
- Pop-Eleches, Cristian (2003). The Impact of an Abortion Ban on Socio-Economic Outcomes of Children: Evidence from Romania. Harvard University Department of Economics.
- Sen, Anindya (2007). “Does Increased Abortion Lead to Lower Crime? Evaluating the Relationship between Crime, Abortion, and Fertility”. The B.e. Journal of Economic Analysis & Policy 7. doi:10.2202/1935-1682.1537.
- Sorenson, Susan; Wiebe, Douglas; Berk, Richard (2002). “Legalized Abortion and the Homicide of Young Children: An Empirical Investigation”. Analyses of Social Issues and Public Policy 2 (1):  239–56. doi:10.1111/j.1530-2415.2002.00040.x.
- Steel, Daniel (2013). “Mechanisms and Extrapolation in the Abortion-Crime Controversy”. In Chao, Hsiang-Ke. Mechanism and Causality in Biology and Economics. Springer Science & Business Media. pp. 185–206. ISBN 978-9-40-072454-9